# نهب دمياط (853)
نهب دمياط كانت غارة ناجحة على مدينة دمياط الساحلية على دلتا النيل من قبل البحرية البيزنطية في 22-24 مايو 853. والذي غابت عنه حاميته في ذلك الوقت. نهب البيزنطيون المدينة ودمروها، واستولوا على عدد كبير من الأسرى وكميات هائلة من الأسلحة والإمدادات كانت معدة لتُرسل إلى إمارة كريت. الهجوم البيزنطي ، الذي تكرر في السنوات اللاحقة ، صدم السلطات العباسية ، وتم اتخاذ إجراءات عاجلة لتدعيم السواحل وتقوية الأسطول المحلي ، ليبدأ في إحياء البحرية المصرية التي بلغت ذروتها في العصرين الطولوني والفاطمي.